# Antoine Bethea
Antoine Bethea (* 27. července 1984 Savannah, Georgie) je hráč amerického fotbalu nastupující na pozici Safetyho za tým San Francisco 49ers v National Football League. Byl draftován týmem Indianapolis Colts v roce 2006 v šestém kole Draftu NFL, předtím hrál univerzitní fotbal za Howard University ve Washingtonu.

## Univerzitní fotbal
Bethea navštěvoval Denbigh High School v Newport News ve státě Virginie a kromě amerického fotbalu se úspěšně věnoval také basketbalu. Poté přešel na Howard University, kde se specializoval na soudní administrativu, a také odehrál 31 z 37 utkání jako Safety. První rok absolvoval z pozice náhradníka pět zápasů a zaznamenal 13 tacklů, ve druhém již nastoupil do deseti utkání z jedenácti jako startující safety a připsal si 1 sack, 3 force fumbly, 6 zablokovaných přihrávek a jeden kop. Ve třetím roce na Howard University si připsal 3 interceptiony, 2 sacky, 4 force fumbly a 9 zablokovaných přihrávek v 11 zápasech, což mu vyneslo účast v All Stars Mid-Eastern Conference nebo v týmu American Urban Radio Network Sheridan Broadcasting Network Black College All-American. Obě tyto ceny získal tři roky sobě. Bethea pokračoval v dobrých výkonech i v posledním roce na univerzitě, připsal si 88 tacklů, 4 interceptiony a 6 ubráněných přihrávek. Tato čísla mu tři roky v řadě vynesla pozici nejvíce tacklujícího hráče týmu a nominaci do prvního týmu všech univerzitních hráčů z celých USA.

## Profesionální kariéra
Betheu při jednáních zastupuje firma Dow Lohnes Sports and Entertainment prostřednictvím agentů Adise Bakariho a Roberta Londona.

### Draft NFL
Bethea byl draftován v roce 2006 v 6. kole jako celkově 207. týmem Indianapolis Colts, 30. července 2006 s nimi podepsal čtyřletou smlouvu.
| Parametry před draftem |        |       |          |            |             |           |
| Váha                   | 40 yd  | 20 ss | 3 kužely | Vert       | Bench Press | Wonderlic |
| 203 liber              | 4,39 s | 4,13  | 6,99     | 36,5 palce | 19          | X         |

### Indianapolis Colts
V první sezóně nastoupil Bethea jako nováček ke čtrnácti zápasům jako Free i Strong safety. Spolu s Bobem Sandersem, který byl rok předtím zvolen do Pro Bowlu, pomohl Colts k druhé nejlepší obraně proti přihrávkám v lize a pouhým 159,3 ztraceným yardům na zápas. Indianapolis se ten rok dostal až do Super Bowlu, ve kterém Bethea pomohl zastavit Rexe Grossmana na pouhých 165 naházených yardech, takže na konci utkání mohl slavit vítězství 29:17. Jeho výkony udělaly na vedení Colts takový dojem, že předchozí safety Mike Doss dostal povolení odejít.
V roce 2007 zmeškal Bethea kvůli zranění tři zápasy, ale stabilními výkony pomohl Colts opět k druhé nejlepší obraně proti přihrávkám v lize. Protože se safety Troy Polamalu nebyl schopen dostavit na Pro Bowl na Havaj, byl jako náhradník vybrán právě Behtea. Podruhé byl do utkání hvězd zvolen v roce 2009, kdy si připsal 120 tacklů, čtyři interceptiony, dva forced fumbly a čtyřikrát ubráněné body. Pozici nejvíce tacklujícího hráče Colts potvrdil i v sezónách 2010 až 2012, přičemž v roce 2011 zaznamenal osobní rekord 139 tacklů a 7 ubráněných přihrávek.

### San Francisco 49ers
11. března 2014 podepisuje Bethea jako volný hráč čtyřletý kontrakt za 23 milionů dolarů se San Francisco 49ers.